# Pardosa isago
Pardosa isago är en spindelart som beskrevs av Tanaka 1977. Pardosa isago ingår i släktet Pardosa och familjen vargspindlar. Inga underarter finns listade i Catalogue of Life.